# Technical Image Press Association
Die Technical Image Press Association, kurz TIPA, ist ein Branchenverband von Fotomagazinen mit Sitz in Madrid. Er führt regelmäßige Tests von Fotografie-Produkten, insbesondere Kameras, für seine Mitglieder durch. Die Mitglieder stimmen unter anderem jährlich über die ihrer Ansicht nach besten Fotografie-Produkte ab, die in den letzten 12 Monaten auf den Markt gebracht wurden. Diese Produkte werden mit dem TIPA award ausgezeichnet. Der Verband wurde am 16. April 1991 in Paris gegründet und umfasst 30 Mitglieder aus 15 verschiedenen Ländern (Stand 2018). Die Organisation wird von einem fünfköpfigen Vorstand geführt, der von der Generalversammlung für jeweils vier Jahre gewählt wird.